# Invito alla danza (film 1941)
Invito alla danza (Wir bitten zum Tanz) è un film del 1941 diretto da Hubert Marischka.

## Produzione
Il film fu prodotto dalla Wien-Film GmbH (Wien).

## Distribuzione
Distribuito dalla Terrafilm, uscì nelle sale cinematografiche tedesche il 28 ottobre 1941.